# Mouhamadou Gueye
Ne doit pas être confondu avec Mouhamed Gueye.
Mouhamadou Gueye, né le 8 juillet 1998 dans l'arrondissement de Staten Island à New York, est un joueur américain de basket-ball. Il évolue aux postes d'ailier fort et de pivot.

## Biographie

### Carrière professionnelle

#### Raptors de Toronto
En février 2024, il signe un contrat de 10 jours avec les Raptors de Toronto. En mars 2024, il signe un contrat two-way avec les Raptors. Il est coupé en juin 2024.

## Palmarès et distinctions individuelles

### Universitaire
- Third-team All-America East (2021)
- America East Defensive Player of the Year (2021)
- America East All-Defensive team (2021)

## Statistiques

### Universitaires
| Saison    | Équipe      | Matchs | Titul. | Min./m | % Tir | % 3pts | % LF | Rbds/m. | Pass/m. | Int/m. | Ctr/m. | Pts/m. |
| --------- | ----------- | ------ | ------ | ------ | ----- | ------ | ---- | ------- | ------- | ------ | ------ | ------ |
| 2019-2002 | Stony Brook | 33     | 8      | 24.8   | .445  | .302   | .710 | 6.4     | 1.5     | 0.4    | 2.0    | 7.0    |
| 2020-2021 | Stony Brook | 21     | 16     | 26.4   | .429  | .345   | .725 | 7.1     | 2.0     | 0.8    | 3.1    | 9.7    |
| 2021-2022 | Pittsburgh  | 32     | 28     | 29.2   | .435  | .364   | .770 | 6.3     | 1.1     | 0.6    | 2.1    | 9.8    |
| Carrière  | Carrière    | 86     | 52     | 26.8   | .436  | .347   | .734 | 6.5     | 1.5     | 0.6    | 2.3    | 8.7    |